# Хайденбург
Хайденбург (нем. Heidenburg) — община в Германии, в земле Рейнланд-Пфальц. 
Входит в состав района Бернкастель-Витлих. Подчиняется управлению Тальфанг.  Население составляет 743 человека (на 31 декабря 2010 года). Занимает площадь 9,49 км².